# Chao Pak Kei
El Chao Pak Kei es un equipo de fútbol de Macao que juega actualmente la Liga de Elite, la máxima competición de fútbol en Macao, tras haber ganado la Segunda División de Macao en 2012.
Tiene una rivalidad con el Tak Chun Ka I.

## Palmarés
- Primera División de Macao (4): 2019, 2021, 2022, 2024
- Segunda División de Macao (1): 2012
- Copa de Macao (3): 2018, 2021, 2022

## Entrenadores
- Leung Kuai Sang (2014-17)[2]
- Manuel Cunha (2017)[3]